# Albasu
Albasu é uma cidade e área de governo local da Nigéria situada no estado de Cano. Compreende área de 398 quilômetros quadrados e segundo censo de 2006 havia 187,639 habitantes.